# (38000) 1998 KK35
1998 KK35 (asteroide 38000) é um asteroide da cintura principal. Possui uma excentricidade de 0.07890150 e uma inclinação de 10.10648º.
Este asteroide foi descoberto no dia 22 de maio de 1998 por LINEAR em Socorro.